# Office de radiodiffusion-télévision française

Logo ORTF w latach 1964–1974

Office de Radiodiffusion-Télévision Française (ORTF) – francuska agencja, działająca w latach 1964–1974, nadzorująca stacje radiowe i telewizyjne we Francji. Była to agencja o charakterze monopolowym i wszystkie stacje musiały mieć jej pozwolenie do emitowania transmisji.

## Historia
Agencja powstała w 1945 roku pod nazwą Radiodiffusion Française (RDF). W 1949 roku zmieniła nazwę na Radiodiffusion-Télévision Française (RTF), a w 1964 zmieniła nazwę na Office de radiodiffusion-télévision française i taką nosiła do końca istnienia.
Wszystkie stacje francuskie musiały mieć jej pozwolenie dla praw do transmisji, jednak pozwolenie musiały też mieć: Radio Monte Carlo (RMC) z Monako, Radio Luxembourg i Europe 1 z Niemiec.

## Kompetencje
Od ORTF zależne były 7 stacji:
- Télévision Française 1 (TF1) (sprywatyzowane w 1987)
- Antenne 2 (teraz France 2)
- France Régions 3 (teraz France 3)
- Société Française de Production (SFP) – Société Française de Production (producent programów)
- Institut national de l'audiovisuel (INA) – Institut National de l'Audiovisuel (archiwa)
- Télédiffusion de France
- Radio France